# Lijst van afleveringen van Head of the Class
Dit is een lijst met afleveringen van de Amerikaanse televisieserie Head of the Class. De serie telt 5 seizoenen. Een overzicht van alle afleveringen is hieronder te vinden.

## Seizoen 1
| Nr. | Titel aflevering                                  | Uitzenddatum VS   |
| --- | ------------------------------------------------- | ----------------- |
| 1   | Pilot                                             | 17 september 1986 |
| 2   | Back to the Future                                | 24 september 1986 |
| 3   | Charliegate                                       | 1 oktober 1986    |
| 4   | Love at First Byte                                | 22 oktober 1986   |
| 5   | The Outsider                                      | 29 oktober 1986   |
| 6   | Teacher's Teacher                                 | 5 november 1986   |
| 7   | Volleyball, Anyone?                               | 12 november 1986  |
| 8   | Critical Choices                                  | 19 november 1986  |
| 9   | Cold Turkey                                       | 26 november 1986  |
| 10  | You've Got a Friend                               | 3 december 1986   |
| 11  | As Time Goes By                                   | 10 december 1986  |
| 12  | The Way We Weren't                                | 10 december 1986  |
| 13  | Rebel Without a Class                             | 7 januari 1987    |
| 14  | Ode to Simone                                     | 14 januari 1987   |
| 15  | Past Imperfect                                    | 21 januari 1987   |
| 16  | A Problem Like Maria                              | 28 januari 1987   |
| 17  | The Russians Are Coming, the Russians Are Coming! | 4 februari 1987   |
| 18  | Valentine's Day                                   | 11 februari 1987  |
| 19  | Video Activity                                    | 18 februari 1987  |
| 20  | Privilege                                         | 25 februari 1987  |
| 21  | Crimes of the Heart                               | 1 april 1987      |
| 22  | The Secret Life of Arvid Engen                    | 6 mei 1987        |

## Seizoen 2
| Nr. | Titel aflevering                           | Uitzenddatum VS   |
| --- | ------------------------------------------ | ----------------- |
| 1   | Science Fair-Weather Friends               | 23 september 1987 |
| 2   | The Write Stuff                            | 30 september 1987 |
| 3   | The Big Squeeze                            | 7 oktober 1987    |
| 4   | Child of the 60's                          | 14 oktober 1987   |
| 5   | Trouble in Perfectville                    | 28 oktober 1987   |
| 6   | Coach Charlie                              | 4 november 1987   |
| 7   | That'll Be the Day                         | 11 november 1987  |
| 8   | Poltergeist III                            | 18 november 1987  |
| 9   | Psyched Out at Fillmore                    | 25 november 1987  |
| 10  | Revenge of the Liberal                     | 2 december 1987   |
| 11  | Play It Again, Woody                       | 9 december 1987   |
| 12  | Will the Real Arvid Engen Please Stand Up? | 6 januari 1988    |
| 13  | On the Road Again                          | 13 januari 1988   |
| 14  | Fatal Distraction                          | 20 januari 1988   |
| 15  | Cello Fever                                | 27 januari 1988   |
| 16  | Parent's Day                               | 3 februari 1988   |
| 17  | Love Is Debatable                          | 10 februari 1988  |
| 18  | For Better, for Worse                      | 2 maart 1988      |
| 19  | We Love You, Mrs. Russell                  | 9 maart 1988      |
| 20  | Don't Play with Matches                    | 23 maart 1988     |
| 21  | The 21st Century News                      | 4 mei 1988        |
| 22  | Moore Than You Know                        | 11 mei 1988       |

## Seizoen 3
| Nr. | Titel aflevering                  | Uitzenddatum VS  |
| --- | --------------------------------- | ---------------- |
| 1   | The Refrigerator of Filmore High  | 19 oktober 1988  |
| 2   | Back in the U.S.S.R.              | 26 oktober 1988  |
| 3   | Mission to Moscow: Part 1         | 2 november 1988  |
| 4   | Mission to Moscow: Part 2         | 2 november 1988  |
| 5   | Let's Rap                         | 9 november 1988  |
| 6   | Engen and Son                     | 30 november 1988 |
| 7   | Get a Job                         | 7 december 1988  |
| 8   | Born to Run                       | 4 januari 1989   |
| 9   | First Date                        | 18 januari 1989  |
| 10  | Partners                          | 25 januari 1989  |
| 11  | Arvid's Sure Thing                | 1 februari 1989  |
| 12  | Scuttlebutt                       | 8 februari 1989  |
| 13  | Little Shop 'Til You Drop: Part 1 | 15 februari 1989 |
| 14  | Little Shop 'Til You Drop: Part 2 | 22 februari 1989 |
| 15  | The Hot Seat                      | 1 maart 1989     |
| 16  | Radio Activity                    | 8 maart 1989     |
| 17  | The Little Sister                 | 15 maart 1989    |
| 18  | Killer Coach                      | 22 maart 1989    |
| 19  | I Am the King                     | 5 april 1989     |
| 20  | King of Remedial                  | 26 april 1989    |
| 21  | Labor Daze                        | 3 mei 1989       |
| 22  | Exactly Twelve O'Clock            | 10 mei 1989      |

## Seizoen 4
| Nr. | Titel aflevering              | Uitzenddatum VS   |
| --- | ----------------------------- | ----------------- |
| 1   | Back to School                | 27 september 1989 |
| 2   | Viki & Eric & Simone & Alex   | 4 oktober 1989    |
| 3   | The Ring of Darlene M.        | 11 oktober 1989   |
| 4   | Viki in Love                  | 18 oktober 1989   |
| 5   | Blunden in Love               | 29 december 1989  |
| 6   | The Bright Stuff: Part 1      | 1 november 1989   |
| 7   | The Bright Stuff: Part 2      | 8 november 1989   |
| 8   | Gotta Dance                   | 15 november 1989  |
| 9   | Good Mourning                 | 22 november 1989  |
| 10  | Arvid Nose Best               | 29 november 1989  |
| 11  | The Devil and Miss T.J.       | 6 december 1989   |
| 12  | Why Ronnie Can't Read         | 13 december 1989  |
| 13  | The Joker Is Wild             | 3 januari 1990    |
| 14  | Tough Guys Don't Sew          | 10 januari 1990   |
| 15  | Reel Problems                 | 17 januari 1990   |
| 16  | Alan Goes Crimson             | 24 januari 1990   |
| 17  | From Hair to Eternity: Part 1 | 7 februari 1990   |
| 18  | From Hair to Eternity: Part 2 | 14 februari 1990  |
| 19  | Recruitment Day               | 21 februari 1990  |
| 20  | The Quiet Kid                 | 28 februari 1990  |
| 21  | Simone Goes Overboard         | 14 maart 1990     |
| 22  | Queen, Queen, Queen for a Day | 21 maart 1990     |
| 23  | Politics of Love              | 4 april 1990      |
| 24  | The Reel Charlie Moore        | 11 april 1990     |
| 25  | Cement Hi-Tops                | 25 april 1990     |
| 26  | Teacher's Pet                 | 2 mei 1990        |

## Seizoen 5
| Nr. | Titel aflevering                              | Uitzenddatum VS   |
| --- | --------------------------------------------- | ----------------- |
| 1   | Where's Charlie                               | 11 september 1990 |
| 2   | Getting Personal                              | onbekend          |
| 3   | Twelve Angry Nerds                            | 18 september 1990 |
| 4   | And Then There Were None                      | 2 oktober 1990    |
| 6   | Napoleon Blown Apart                          | 16 oktober 1990   |
| 7   | Billy's Big One                               | 23 oktober 1990   |
| 8   | Dead Men Don't Wear Pocket Protectors: Part 1 | 30 oktober 1990   |
| 9   | Dead Men Don't Wear Pocket Protectors: Part 2 | 6 november 1990   |
| 10  | Fillmore vs. Billy Jeans                      | 13 november 1990  |
| 11  | Be My Baby... Sitter                          | 20 oktober 1990   |
| 12  | Dancing Fools                                 | 27 november 1990  |
| 13  | My Son the Primate                            | 4 december 1990   |
| 14  | The Importance of Being Alex                  | 11 december 1990  |
| 15  | Viki's Tore Genes                             | 18 december 1990  |
| 16  | The Last Waltz                                | 8 januari 1991    |
| 17  | Most Likely to Be Forgotten                   | 15 januari 1991   |
| 18  | The Strange Case of Randy McNally             | 28 mei 1991       |
| 19  | My Dinner with Darlene                        | 4 juni 1991       |
| 20  | The Phantom of the Glee Club                  | 11 juni 1991      |
| 21  | It Couldn't Last Forever: Part 1              | 18 juni 1991      |
| 22  | It Couldn't Last Forever: Part 2              | 25 juni 1991      |